# Heusy
Heusy (wa. Heuzî) – dzielnica (section) miasta Verviers w Belgii, w Regionie Walońskim, w prowincji Liège, w okręgu Verviers. 1 stycznia 2020 roku liczyła 6057 mieszkańców. Do 31 grudnia 1976 r. samodzielna gmina. W Heusy znajduje się wiele willi, dzielnica uważana jest za ekskluzywną część Verviers.

## Osoby

### urodzone w Heusy
- Violetta Villas., polska artystka